# Kanadische Unterhauswahl 1980
- NDP: 32
- Lib: 147
- PC: 103

Die 32. kanadische Unterhauswahl (englisch 32nd Canadian General Election, französisch 32e élection fédérale canadienne) fand am 18. Februar 1980 statt. Gewählt wurden 282 Abgeordnete des kanadischen Unterhauses (englisch House of Commons, französisch Chambre des Communes).
Die Wahl war notwendig geworden, weil die progressiv-konservative Minderheitsregierung von Joe Clark ein Misstrauensvotum verloren hatte.
Die Liberale Partei mit ihrem Parteivorsitzenden Pierre Trudeau, der bereits vom 20. April 1968 bis zum 4. Juni 1979 Premierminister Kanadas gewesen war, erhielt 44,34 % der Stimmen und 147 der 282 Unterhaussitze.

## Die Wahl
Seit der Wahl im Mai 1979 war Premierminister Joe Clark oft wegen seiner Unerfahrenheit kritisiert worden. Um eine stabile Regierung bilden zu können, hätte er die Unterstützung der sechs Abgeordneten der Social Credit Party (SCP) gebraucht; er weigerte sich aber, mit der SCP zusammenzuarbeiten. Als Finanzminister John Crosbie ein Budget vorstellte, das entgegen den Wahlversprechen die Erhöhung der Benzinsteuer vorsah, brachte Bob Rae von der Neuen Demokratischen Partei (NDP) ein Misstrauensvotum ein, das mit 139 zu 133 Stimmen angenommen wurde.
Pierre Trudeau hatte nach der letzten Wahl seinen Rücktritt als Parteivorsitzender der Liberalen angekündigt. In der Zwischenzeit war aber noch kein Nachfolger gewählt worden, weshalb er seine Ankündigung wieder zurückzog. Trudeau führte die Liberalen zum Sieg. Allerdings brachte das Wahlergebnis eine deutliche Trennung des Landes: Mehr als die Hälfte der liberalen Abgeordneten stammten aus Québec (wo sie in 74 von 75 Wahlkreisen gewonnen hatten), während die Partei in Westkanada fast gar nicht vertreten war. Umgekehrt verhielt es sich bei den Progressiv-Konservativen: Großen Erfolgen im Westen standen lediglich vereinzelte Sitze im Osten gegenüber.
Die NDP erzielte ihr bisher bestes Ergebnis. Hingegen verlor die Social Credit Party, deren Stimmenthaltung beim Misstrauensvotum die vorgezogene Neuwahl erst notwendig gemacht hatte, sämtliche verbleibenden Sitze und sank in der Folge in völlige Bedeutungslosigkeit ab. Aufsehen erregte der Wahlerfolg der Spaßpartei Parti Rhinocéros, die über 1 % der Wählerstimmen erhielt (in Québec sogar 3 %).
Die Wahlbeteiligung betrug 69,3 %.

## Ergebnisse

### Gesamtergebnis

Übersicht der Provinzen und Territorien

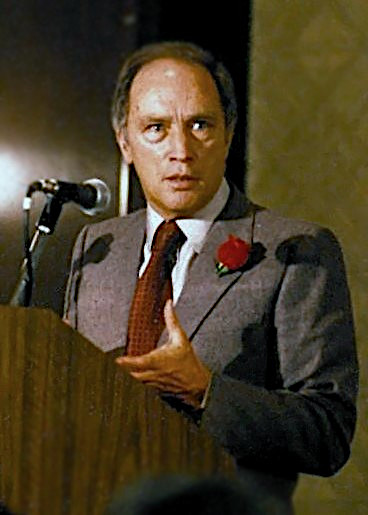
Pierre Trudeau

| Partei | Partei                         | Vorsitzender    | Kandi- daten | Sitze 1974 | bei Auf- lösung | Sitze 1979 | +/−  | Stimmen    | Wähler- anteil | +/−      |
| ------ | ------------------------------ | --------------- | ------------ | ---------- | --------------- | ---------- | ---- | ---------- | -------------- | -------- |
|        | Liberale Partei                | Pierre Trudeau  | 282          | 114        | 114             | 147        | + 33 | 4.855.425  | 44,34 %        | + 4,23 % |
|        | Progressiv-konservative Partei | Joe Clark       | 282          | 136        | 136             | 103        | − 33 | 3.552.994  | 32,45 %        | − 3,44 % |
|        | Neue Demokratische Partei      | Ed Broadbent    | 280          | 026        | 027             | 032        | + 06 | 2.165.087  | 19,77 %        | + 1,89 % |
|        | Social Credit Party            | Fabien Roy      | 081          | 006        | 005             |            | − 06 | 185.486    | 1,70 %         | − 2,91 % |
|        | Parti Rhinocéros               | Cornelius I.    | 121          |            |                 |            |      | 110.597    | 1,01 %         | + 0,46 % |
|        | Marxisten-Leninisten           | Hardial Bains   | 177          |            |                 |            |      | 14.728     | 0,13 %         | + 0,01 % |
|        | Libertarian Party              |                 | 058          |            |                 |            |      | 14.656     | 0,13 %         | − 0,01 % |
|        | Union populaire                |                 | 054          |            |                 |            |      | 14.474     | 0,13 %         | − 0,04 % |
|        | Unabhängige                    |                 | 055          |            |                 |            |      | 14.472     | 0,13 %         | − 0,14 % |
|        | Sonstige Parteien              |                 | 041          |            |                 |            |      | 12.532     | 0,11 %         | − 0,08 % |
|        | Kommunistische Partei          | William Kashtan | 052          |            |                 |            |      | 6.022      | 0,06 %         | − 0,02 % |
|        | Nicht parteigebunden           |                 | 014          |            |                 |            |      | 3.063      | 0,03 %         | + 0,03 % |
| Gesamt | Gesamt                         | Gesamt          | 1.497        | 282        | 282             | 282        |      | 10.949.536 | 100,0 %        |          |

### Ergebnis nach Provinzen und Territorien
| Partei      | Partei                         | Partei      | BC   | AB   | SK   | MB   | ON   | QC   | NB   | NS   | PE   | NL   | NW   | YK   | Gesamt |
| ----------- | ------------------------------ | ----------- | ---- | ---- | ---- | ---- | ---- | ---- | ---- | ---- | ---- | ---- | ---- | ---- | ------ |
|             | Liberale Partei                | Sitze       |      |      |      | 2    | 52   | 74   | 7    | 5    | 2    | 5    |      |      | 147    |
|             | Liberale Partei                | Anteil in % | 22,2 | 22,2 | 24,2 | 28,0 | 41,9 | 68,2 | 50,1 | 39,9 | 46,8 | 47,0 | 35,8 | 39,6 | 44,3   |
|             | Progressiv-konservative Partei | Sitze       | 16   | 21   | 7    | 5    | 38   | 1    | 3    | 6    | 2    | 2    | 1    | 1    | 103    |
|             | Progressiv-konservative Partei | Anteil in % | 41,5 | 64.9 | 38,9 | 37,7 | 35,5 | 12,6 | 32,5 | 38,7 | 46,3 | 36,0 | 24,7 | 40,6 | 32,4   |
|             | Neue Demokratische Partei      | Sitze       | 12   |      | 7    | 7    | 5    |      |      |      |      |      | 1    |      | 32     |
|             | Neue Demokratische Partei      | Anteil in % | 35,3 | 10,3 | 36,3 | 33,5 | 21,8 | 9,1  | 16,2 | 20,9 | 6,6  | 16,7 | 38,4 | 19,8 | 19,8   |
|             | Social Credit Party            | Anteil in % | 0,1  | 1,0  | <0,1 |      | <0,1 | 5,9  |      |      |      |      |      |      | 1,7    |
|             | Parti Rhinocéros               | Anteil in % | 0,4  | 0,7  | 0,1  | 0,4  | 0,2  | 3,0  | 0,5  | 0,2  |      |      | 1,1  |      | 1,0    |
|             | Marxisten-Leninisten           | Anteil in % | 0,1  | 0,1  | 0,1  | 0,2  | 0,1  | 0,2  | <0,1 | <0,1 | <0,1 | 0,1  |      |      | 0,1    |
|             | Libertarian Party              | Anteil in % |      |      | <0,1 |      | 0,3  | 0,1  | <0,1 |      |      |      |      |      | 0,1    |
|             | Union populaire                | Anteil in % |      |      |      |      |      | 0,5  |      |      |      |      |      |      | 0,1    |
|             | Unabhängige                    | Anteil in % | 0,3  | 0,3  | 0,1  | <0,1 | 0,1  | 0,1  | 0,1  | 0,4  | 0,3  | 0,1  |      |      | 0,1    |
|             | Sonstige Parteien              | Anteil in % | <0,1 | 0,5  | 0,2  | 0,1  | <0,1 | 0,2  | 0,3  |      |      | 0,1  |      |      | 0,1    |
|             | Kommunistische Partei          | Anteil in % | 0,1  | 0,1  | <0,1 | 0,1  | 0,1  | <0,1 |      |      |      |      |      |      | 0,1    |
|             | Nicht parteigebunden           | Anteil in % |      |      |      |      | <0,1 | 0,1  | 0,1  |      |      |      |      |      | <0,1   |
| Sitze total | Sitze total                    | Sitze total | 28   | 21   | 14   | 14   | 95   | 75   | 10   | 11   | 4    | 7    | 2    | 1    | 282    |